# Sant Antoni Abat de Pujol
Sant Antoni Abat de Pujol era una església del poble de Pujol, dins l'antic terme municipal de Peramea i de l'actual de Baix Pallars, a la comarca del Pallars Sobirà. Les seves ruïnes són a uns 350 metres al sud-oest del poble, a prop de la carretera que mena al poble des de la vall, a la zona on aquesta carretera fa nombroses ziga-zagues.